# قائمة المسكوكات والعملات التذكارية الأردنية
قائمة المسكوكات والعملات التذكارية الأردنية وهي تشمل الإصدارات النقدية المعدنية التذكارية والمسكوكات الصادرة في المملكة الأردنية الهاشمية.

## تاريخ
بعد استقلال المملكة الأردنية الهاشمية عام 1946، تم إصدار النقد الأردني ليحل محل الجنيه الفلسطيني المتداول آنذاك. وقد صدر قانون النقد الأردني رقم (35) لعام 1949، لإنشاء مجلس النقد الأردني المسؤول عن إصدار العملة الجديدة. وبدأ تداول الدينار الأردني رسمياً في 1 يوليو 1950، وتم إلغاء التعامل بالجنيه الفلسطيني في 30 سبتمبر من نفس العام. وقد قام مجلس النقد الأردني بإصدار عدة فئات من الدينار، شملت (½، 1، 5، 10، 50) دينار. حملت التصاميم الأولى صورة الملك عبد الله المؤسس على وجه العملة، بينما حملت ورقة النصف دينار صورة لمشروع ري وادي العرب. وفي وقت لاحق، أصدر المجلس إصداراً ثانياً من نفس الفئات يحمل صور الملك الحسين بن طلال.
تأسس البنك المركزي الأردني في عام 1964 وتولى مسؤولية إصدار النقد الأردني والإشراف عليه. وفي 4 أغسطس 1965، قام البنك بإصدار أول سلسلة من أوراق النقد، وتضمنت فئات (½، 1، 5، 10) دينار، مع صورة الملك الحسين بن طلال. وفي 5 يونيو 1971، قرر مجلس الوزراء إلغاء جميع أوراق النقد الصادرة عن مجلس النقد الأردني اعتباراً من 1 نوفمبر 1971. 
في عام 1974 شرع البنك المركزي في إصدار سلسلة جديدة من أوراق النقد، شملت فئات (½، 1، 5، 10) دينار. وحملت هذه الأوراق صوراً للملك الحسين، بالإضافة إلى معالم تاريخية وثقافية بارزة. وفي 3 يونيو 1978 قام البنك بإصدار ورقة نقدية جديدة من فئة 20 دينار، وذلك لتلبية الطلب المتزايد على النقد. 
في 25 أغسطس 1990 أصدر البنك ورقة نقدية جديدة من فئة 20 دينار باللون الأزرق، وذلك بسبب زيادة الطلب على النقد بعد حرب الخليج. وفي عام 1992، قام البنك بإصدار سلسلة ثالثة من أوراق النقد، تضمنت فئات (½، 1، 5، 10، 20) دينار، وحملت صورة الملك الحسين. وفي عام 1995، تم تعديل هذا الإصدار بإضافة عبارة "المملكة الأردنية الهاشمية" إلى التصميم.
أصدر البنك المركزي الأردني ورقة نقدية جديدة من فئة الخمسين ديناراً تحمل صورة الملك عبد الله الثاني، تبعتها سلسلة جديدة من أوراق النقد الأردني (الإصدار الرابع) بمواصفات فنية وعلامات أمنية متطورة. وقد طُرحت هذه السلسلة في تسلسل زمني: فئتا (5، 10) دنانير في 22 ديسمبر 2002، وتحملان صورتي الملك عبد الله المؤسس والملك طلال. وفي 2 فبراير 2003 تم إصدار فئتي (50، 20) دينار وتحملان صورتي الملك الحسين وعبد الله الثاني، ثم فئة الدينار في 30 مارس 2003 وتحمل صورة الملك الحسين بن علي.
أصدر البنك السلسلة الخامسة من أوراق النقد في الفترة 2022-2023.  بدأ طرحها بفئة الدينار في 26 ديسمبر 2022 وتحمل صورة الملك الحسين بن علي، تلتها فئة الخمسين ديناراً في 5 فبراير 2023، وفئة العشرين ديناراً في 21 مارس 2023 وتحمل صورة الملك الحسين بن طلال، وفئة العشرة دنانير في 26 يوليو 2023 وتحمل صورة الملك طلال، وأخيراً فئة الخمسة دنانير في 16 أغسطس 2023 وتحمل صورة الملك عبد الله الأول. 

## العملات التذكارية
ربع دينار
| \| مرور 25 عاما على تأسيس منظمة الأغذية والزراعة العالمية (الفاو) \|                | \| مرور 25 عاما على تأسيس منظمة الأغذية والزراعة العالمية (الفاو) \|                | \| مرور 25 عاما على تأسيس منظمة الأغذية والزراعة العالمية (الفاو) \| | \| مرور 25 عاما على تأسيس منظمة الأغذية والزراعة العالمية (الفاو) \| | \| مرور 25 عاما على تأسيس منظمة الأغذية والزراعة العالمية (الفاو) \| |
| ----------------------------------------------------------------------------------- | ----------------------------------------------------------------------------------- | -------------------------------------------------------------------- | -------------------------------------------------------------------- | -------------------------------------------------------------------- |
| ربع دينار أردني معدني (1969)                                                        |                                                                                     |                                                                      |                                                                      |                                                                      |
| الوجه : THE HASHEMITE KINGDOM OF JORDAN 1389 - 1969 QUARTER DINAR - ربع دينار F.A.O | الوجه : THE HASHEMITE KINGDOM OF JORDAN 1389 - 1969 QUARTER DINAR - ربع دينار F.A.O | العكس : الحسين بن طلال ملك المملكة الأردنية الهاشمية                 | العكس : الحسين بن طلال ملك المملكة الأردنية الهاشمية                 |                                                                      |
| الكتلة 30 غ                                                                         | المعدن فضة 0.999                                                                    | القطر 46 مم                                                          | السُمك                                                                |                                                                      |
| المصمم(ون)                                                                          | المصمم(ون)                                                                          | الحواف مسكوكة                                                        | الحواف مسكوكة                                                        |                                                                      |
| الطرازات 1969                                                                       | الطرازات 1969                                                                       | القيمة الاسمية 0.25 دينار أردني                                      | القيمة الاسمية 0.25 دينار أردني                                      |                                                                      |
| مرور 25 عاما على تأسيس منظمة الأغذية والزراعة العالمية (الفاو)                      |                                                                                     |                                                                      |                                                                      |                                                                      |

| \| العيد الخامس والعشرون للجلوس على العرش \|                                                                    | \| العيد الخامس والعشرون للجلوس على العرش \|                                                                    | \| العيد الخامس والعشرون للجلوس على العرش \|             | \| العيد الخامس والعشرون للجلوس على العرش \|             | \| العيد الخامس والعشرون للجلوس على العرش \| |
| --- | --- | -------------------------------------------------------- | -------------------------------------------------------- | -------------------------------------------- |
| ¼ دينار أردني معدني (1977)                                                                                      | |                                                          |                                                          |                                              |
| الوجه : THE HASHEMITE KINGDOM OF JORDAN THE SILVER JUBILEE OF KING HUSSEIN 1397 - 1977 ربع دينار ‏ QUARTER DINAR | الوجه : THE HASHEMITE KINGDOM OF JORDAN THE SILVER JUBILEE OF KING HUSSEIN 1397 - 1977 ربع دينار ‏ QUARTER DINAR | العكس : 1952-1977 العيد الخامس والعشرون للجلوس على العرش | العكس : 1952-1977 العيد الخامس والعشرون للجلوس على العرش |                                              |
| الكتلة 17 غ | المعدن نحاس - نيكل                                                                                              | القطر 34 مم                                              | السُمك 2.3 مم                                             |                                              |
| المصمم(ون) | المصمم(ون) | الحواف مسكوكة                                            | الحواف مسكوكة                                            |                                              |
| الطرازات 1977                                                                                                   | الطرازات 1977                                                                                                   | القيمة الاسمية 0.25 دينار أردني                          | القيمة الاسمية 0.25 دينار أردني                          |                                              |
| العيد الخامس والعشرون للجلوس على العرش                                                                          | |                                                          |                                                          |                                              |

نصف دينار
| \| القرن الخامس عشر للهجرة النبوية \|                                      | \| القرن الخامس عشر للهجرة النبوية \|                                      | \| القرن الخامس عشر للهجرة النبوية \|                                                | \| القرن الخامس عشر للهجرة النبوية \|                                                | \| القرن الخامس عشر للهجرة النبوية \| |
| -------------------------------------------------------------------------- | -------------------------------------------------------------------------- | ------------------------------------------------------------------------------------ | ------------------------------------------------------------------------------------ | ------------------------------------- |
| ½ دينار أردني معدني (1980)                                                 |                                                                            |                                                                                      |                                                                                      |                                       |
| الوجه : القرن الخامس عشر للهجرة النبوية 1400 - 1980 نصف دينار - HALF DINAR | الوجه : القرن الخامس عشر للهجرة النبوية 1400 - 1980 نصف دينار - HALF DINAR | العكس : الحسين بن طلال ملك المملكة الاردنية الهاشمية THE HASHEMITE KINGDOM OF JORDAN | العكس : الحسين بن طلال ملك المملكة الاردنية الهاشمية THE HASHEMITE KINGDOM OF JORDAN |                                       |
| الكتلة 17.1 غ                                                              | المعدن نحاس - نيكل                                                         | القطر 34 مم                                                                          | السُمك 2.5 مم                                                                         |                                       |
| المصمم(ون)                                                                 | المصمم(ون)                                                                 | الحواف ملساء                                                                         | الحواف ملساء                                                                         |                                       |
| الطرازات 1980                                                              | الطرازات 1980                                                              | القيمة الاسمية 0.5 دينار أردني                                                       | القيمة الاسمية 0.5 دينار أردني                                                       |                                       |
| القرن الخامس عشر للهجرة النبوية                                            |                                                                            |                                                                                      |                                                                                      |                                       |

دينار
| \| العيد الخمسون لميلاد الملك الحسين بن طلال \|                             | \| العيد الخمسون لميلاد الملك الحسين بن طلال \|                             | \| العيد الخمسون لميلاد الملك الحسين بن طلال \|                                        | \| العيد الخمسون لميلاد الملك الحسين بن طلال \|                                        | \| العيد الخمسون لميلاد الملك الحسين بن طلال \| |
| --------------------------------------------------------------------------- | --------------------------------------------------------------------------- | -------------------------------------------------------------------------------------- | -------------------------------------------------------------------------------------- | ----------------------------------------------- |
| 1 دينار أردني معدني (1985)                                                  |                                                                             |                                                                                        |                                                                                        |                                                 |
| الوجه : العيد الخمسون لميلاد جلالة الملك الحسين 1985 - 1406هـ دينار 1 DINAR | الوجه : العيد الخمسون لميلاد جلالة الملك الحسين 1985 - 1406هـ دينار 1 DINAR | العكس : الحسين بن طلال - ملك المملكة الاردنية الهاشمية THE HASHEMITE KINGDOM OF JORDAN | العكس : الحسين بن طلال - ملك المملكة الاردنية الهاشمية THE HASHEMITE KINGDOM OF JORDAN |                                                 |
| الكتلة 14 غ                                                                 | المعدن نيكل - برونز                                                         | القطر 28.5 مم                                                                          | السُمك                                                                                  |                                                 |
| المصمم(ون)                                                                  | المصمم(ون)                                                                  | الحواف مسكوكة                                                                          | الحواف مسكوكة                                                                          |                                                 |
| الطرازات 1985                                                               | الطرازات 1985                                                               | القيمة الاسمية 1 دينار أردني                                                           | القيمة الاسمية 1 دينار أردني                                                           |                                                 |
| العيد الخمسون لميلاد الملك الحسين بن طلال                                   |                                                                             |                                                                                        |                                                                                        |                                                 |

| \| مرور 50 عامًا على تأسيس منظمة الأغذية والزراعة العالمية (الفاو) \|         | \| مرور 50 عامًا على تأسيس منظمة الأغذية والزراعة العالمية (الفاو) \|         | \| مرور 50 عامًا على تأسيس منظمة الأغذية والزراعة العالمية (الفاو) \| | \| مرور 50 عامًا على تأسيس منظمة الأغذية والزراعة العالمية (الفاو) \| | \| مرور 50 عامًا على تأسيس منظمة الأغذية والزراعة العالمية (الفاو) \| |
| ---------------------------------------------------------------------------- | ---------------------------------------------------------------------------- | -------------------------------------------------------------------- | -------------------------------------------------------------------- | -------------------------------------------------------------------- |
| 1 دينار أردني معدني (1995)                                                   |                                                                              |                                                                      |                                                                      |                                                                      |
| الوجه : THE HASHEMITE KINGDOM OF JORDAN دينار واحد - ONE DINAR ١٤١٥هـ- ١٩٩٥م | الوجه : THE HASHEMITE KINGDOM OF JORDAN دينار واحد - ONE DINAR ١٤١٥هـ- ١٩٩٥م | العكس : الحسين بن طلال ملك المملكة الإردنية الهاشمية                 | العكس : الحسين بن طلال ملك المملكة الإردنية الهاشمية                 |                                                                      |
| الكتلة 12.5 غ                                                                | المعدن نحاس أصفر                                                             | القطر 32 مم                                                          | السُمك                                                                |                                                                      |
| المصمم(ون)                                                                   | المصمم(ون)                                                                   | الحواف ملساء                                                         | الحواف ملساء                                                         |                                                                      |
| الطرازات 1995                                                                | الطرازات 1995                                                                | القيمة الاسمية 1 دينار أردني                                         | القيمة الاسمية 1 دينار أردني                                         |                                                                      |
| مرور 50 عامًا على تأسيس منظمة الأغذية والزراعة العالمية (الفاو)               |                                                                              |                                                                      |                                                                      |                                                                      |

5 دينار
| \| مرور 50 عامًا على تأسيس منظمة الأغذية والزراعة العالمية (الفاو) \| | \| مرور 50 عامًا على تأسيس منظمة الأغذية والزراعة العالمية (الفاو) \| | \| مرور 50 عامًا على تأسيس منظمة الأغذية والزراعة العالمية (الفاو) \|                 | \| مرور 50 عامًا على تأسيس منظمة الأغذية والزراعة العالمية (الفاو) \|                 | \| مرور 50 عامًا على تأسيس منظمة الأغذية والزراعة العالمية (الفاو) \| |
| -------------------------------------------------------------------- | -------------------------------------------------------------------- | ------------------------------------------------------------------------------------ | ------------------------------------------------------------------------------------ | -------------------------------------------------------------------- |
| 5 دينار أردني معدني (1995)                                           |                                                                      |                                                                                      |                                                                                      |                                                                      |
| الوجه : FIVE DINARS Black Iris ١٩٤٥ - ١٩٩٥                           | الوجه : FIVE DINARS Black Iris ١٩٤٥ - ١٩٩٥                           | العكس : الحسين بن طلال ملك المملكة الإردنية الهاشمية THE HASHEMITE KINGDOM OF JORDAN | العكس : الحسين بن طلال ملك المملكة الإردنية الهاشمية THE HASHEMITE KINGDOM OF JORDAN |                                                                      |
| الكتلة 28.4 غ                                                        | المعدن نحاس - نيكل                                                   | القطر 38.61 مم                                                                       | السُمك 3.3 مم                                                                         |                                                                      |
| المصمم(ون)                                                           | المصمم(ون)                                                           | الحواف مسكوكة                                                                        | الحواف مسكوكة                                                                        |                                                                      |
| الطرازات 1995                                                        | الطرازات 1995                                                        | القيمة الاسمية 5 دينار أردني                                                         | القيمة الاسمية 5 دينار أردني                                                         |                                                                      |
| مرور 50 عامًا على تأسيس منظمة الأغذية والزراعة العالمية (الفاو)       |                                                                      |                                                                                      |                                                                                      |                                                                      |

| \| موقع معمودية المسيح \| | \| موقع معمودية المسيح \| | \| موقع معمودية المسيح \|                                                                 | \| موقع معمودية المسيح \|                                                                 | \| موقع معمودية المسيح \| |
| --- | --- | ----------------------------------------------------------------------------------------- | ----------------------------------------------------------------------------------------- | ------------------------- |
| 5 دينار أردني معدني (2000) | |                                                                                           |                                                                                           |                           |
| الوجه : عبدالله الثاني ابن الحسن - ملك المملكة الأردنية الهاشمية 5 دنانير - DINARS 5 2000مـ 1420هـ THE HASHEMITE KINGDOM OF JORDAN | الوجه : عبدالله الثاني ابن الحسن - ملك المملكة الأردنية الهاشمية 5 دنانير - DINARS 5 2000مـ 1420هـ THE HASHEMITE KINGDOM OF JORDAN | العكس : BETHANY BEYOND JORDAN JOHN 1.28 THE SITE OF THE BAPTISM MILLENNIUM YEAR 2000 A.D. | العكس : BETHANY BEYOND JORDAN JOHN 1.28 THE SITE OF THE BAPTISM MILLENNIUM YEAR 2000 A.D. |                           |
| الكتلة 28.5 غ | المعدن نحاس أصفر | القطر 40 مم                                                                               | السُمك 2.8 مم                                                                              |                           |
| المصمم(ون) | المصمم(ون) | الحواف مسكوكة                                                                             | الحواف مسكوكة                                                                             |                           |
| الطرازات 2000 | الطرازات 2000 | القيمة الاسمية 5 دينار أردني                                                              | القيمة الاسمية 5 دينار أردني                                                              |                           |
| موقع معمودية المسيح | |                                                                                           |                                                                                           |                           |

| \| مئة عام على تأسيس الدولة الأردنية \|                                 | \| مئة عام على تأسيس الدولة الأردنية \|                                 | \| مئة عام على تأسيس الدولة الأردنية \|               | \| مئة عام على تأسيس الدولة الأردنية \|               | \| مئة عام على تأسيس الدولة الأردنية \| |
| ----------------------------------------------------------------------- | ----------------------------------------------------------------------- | ----------------------------------------------------- | ----------------------------------------------------- | --------------------------------------- |
| 5 دينار أردني معدني (2021)                                              |                                                                         |                                                       |                                                       |                                         |
| الوجه : CENTENNIAL OF STATEHOOD 1921 - 2021 أرض العزم 5 دنانير 5 DINARS | الوجه : CENTENNIAL OF STATEHOOD 1921 - 2021 أرض العزم 5 دنانير 5 DINARS | العكس : مئة عام على تأسيس الدولة الأردنية 2021 - 1921 | العكس : مئة عام على تأسيس الدولة الأردنية 2021 - 1921 |                                         |
| الكتلة 84.47 غ                                                          | المعدن برونز                                                            | القطر 50 مم                                           | السُمك 6.5 مم                                          |                                         |
| المصمم(ون)                                                              | المصمم(ون)                                                              | الحواف                                                | الحواف                                                |                                         |
| الطرازات 2021                                                           | الطرازات 2021                                                           | القيمة الاسمية 5 دينار أردني                          | القيمة الاسمية 5 دينار أردني                          |                                         |
| مئة عام على تأسيس الدولة الأردنية                                       |                                                                         |                                                       |                                                       |                                         |

## المسكوكات
بدأ إصدار المسكوكات الأردنية الحديثة في عام 1949 بعد إعلان استقلال المملكة، حيث تم إصدار مسكوكات بفئات مختلفة حملت صورة التاج الملكي وصورة الملك حسين بن طلال في مراحل مختلفة. تواصل إصدار المسكوكات مع مناسبات هامة، مثل إصدار مسكوكات بمناسبة اليوبيل الفضي لجلوس الملك حسين على العرش وذكرى الهجرة النبوية. وفي عام 1999، بعد تولي الملك عبد الله الثاني العرش، تم طرح سلسلة جديدة من المسكوكات تحمل صورته مع تحديثات في المواصفات الفنية والمعدنية، وبدأ تداول فئات جديدة مثل (10، 5، 1، قرش) ونصف دينار ثنائية المعدن.  

### ربع دينار
| \| \| | \| \| | \| \|                                                | \| \|                                                | \| \| |
| --- | --- | ---------------------------------------------------- | ---------------------------------------------------- | ----- |
| ¼ دينار أردني معدني (1974) | |                                                      |                                                      |       |
| الوجه : العيد السنوي العاشر لتأسيس البنك المركزي الأردني 1964 - 1974 10TH ANNIVERSARY ربع دينار - QUARTER DINAR CENTRAL BANK OF JORDAN | الوجه : العيد السنوي العاشر لتأسيس البنك المركزي الأردني 1964 - 1974 10TH ANNIVERSARY ربع دينار - QUARTER DINAR CENTRAL BANK OF JORDAN | العكس : الحسين بن طلال ملك المملكة الأردنية الهاشمية | العكس : الحسين بن طلال ملك المملكة الأردنية الهاشمية |       |
| الكتلة 19.04 غ | المعدن فضة 0.925 | القطر 34 مم                                          | السُمك                                                |       |
| المصمم(ون) | المصمم(ون) | الحواف مسكوكة                                        | الحواف مسكوكة                                        |       |
| الطرازات 1974 | الطرازات 1974 | القيمة الاسمية 0.25 دينار أردني                      | القيمة الاسمية 0.25 دينار أردني                      |       |
| | |                                                      |                                                      |       |

### نصف دينار
| \| \|                                                               | \| \|                                                               | \| \|                                                     | \| \|                                                     | \| \| |
| ------------------------------------------------------------------- | ------------------------------------------------------------------- | --------------------------------------------------------- | --------------------------------------------------------- | ----- |
| ½ دينار أردني معدني (1969)                                          |                                                                     |                                                           |                                                           |       |
| الوجه : المملكة الأردنية الهاشمية الحسين بن طلال 1/2 نصف دينار 1389 | الوجه : المملكة الأردنية الهاشمية الحسين بن طلال 1/2 نصف دينار 1389 | العكس : THE HASHEMITE KINGDOM OF JORDAN HALF 1969 ½ DINAR | العكس : THE HASHEMITE KINGDOM OF JORDAN HALF 1969 ½ DINAR |       |
| الكتلة 20 غ                                                         | المعدن فضة 0.999                                                    | القطر 35 مم                                               | السُمك                                                     |       |
| المصمم(ون)                                                          | المصمم(ون)                                                          | الحواف مسكوكة                                             | الحواف مسكوكة                                             |       |
| الطرازات 1969                                                       | الطرازات 1969                                                       | القيمة الاسمية 0.5 دينار أردني                            | القيمة الاسمية 0.5 دينار أردني                            |       |
|                                                                     |                                                                     |                                                           |                                                           |       |

### ثلاثة أرباع دينار
| \| \|                                                                     | \| \|                                                                     | \| \|                                                               | \| \|                                                               | \| \| |
| ------------------------------------------------------------------------- | ------------------------------------------------------------------------- | ------------------------------------------------------------------- | ------------------------------------------------------------------- | ----- |
| ¾ دينار أردني معدني (1969)                                                |                                                                           |                                                                     |                                                                     |       |
| الوجه : المملكة الأردنية الهاشمية الحسين بن طلال ¾ ثلاثة أرباع دينار 1389 | الوجه : المملكة الأردنية الهاشمية الحسين بن طلال ¾ ثلاثة أرباع دينار 1389 | العكس : THE HASHEMITE KINGDOM OF JORDAN THREE QUARTERS 1969 ¾ DINAR | العكس : THE HASHEMITE KINGDOM OF JORDAN THREE QUARTERS 1969 ¾ DINAR |       |
| الكتلة 30 غ                                                               | المعدن فضة 0.999                                                          | القطر 46 مم                                                         | السُمك                                                               |       |
| المصمم(ون)                                                                | المصمم(ون)                                                                | الحواف مسكوكة                                                       | الحواف مسكوكة                                                       |       |
| الطرازات 1969                                                             | الطرازات 1969                                                             | القيمة الاسمية 0.75 دينار أردني                                     | القيمة الاسمية 0.75 دينار أردني                                     |       |
|                                                                           |                                                                           |                                                                     |                                                                     |       |

### 1 دينار
| \| \|                                                            | \| \|                                                            | \| \|                                           | \| \|                                           | \| \| |
| ---------------------------------------------------------------- | ---------------------------------------------------------------- | ----------------------------------------------- | ----------------------------------------------- | ----- |
| 1 دينار أردني معدني (1969)                                       |                                                                  |                                                 |                                                 |       |
| الوجه : المملكة الأردنية الهاشمية الحسين بن طلال دينار واحد 1389 | الوجه : المملكة الأردنية الهاشمية الحسين بن طلال دينار واحد 1389 | العكس : THE HASHEMITE KINGDOM OF JORDAN 1 DINAR | العكس : THE HASHEMITE KINGDOM OF JORDAN 1 DINAR |       |
| الكتلة 40 غ                                                      | المعدن فضة 0.999                                                 | القطر 55 مم                                     | السُمك                                           |       |
| المصمم(ون)                                                       | المصمم(ون)                                                       | الحواف مسكوكة                                   | الحواف مسكوكة                                   |       |
| الطرازات 1969                                                    | الطرازات 1969                                                    | القيمة الاسمية 1 دينار أردني                    | القيمة الاسمية 1 دينار أردني                    |       |
|                                                                  |                                                                  |                                                 |                                                 |       |

| \| \|                                | \| \|                                | \| \|                                   | \| \|                                   | \| \| |
| ------------------------------------ | ------------------------------------ | --------------------------------------- | --------------------------------------- | ----- |
| 1 دينار أردني معدني (1992)           |                                      |                                         |                                         |       |
| الوجه : دينار واحد 1992 مـ ~ 1413 هـ | الوجه : دينار واحد 1992 مـ ~ 1413 هـ | العكس : العيد الاربعون للجلوس على العرش | العكس : العيد الاربعون للجلوس على العرش |       |
| الكتلة 15 غ                          | المعدن فضة 0.925                     | القطر 30 مم                             | السُمك 2 مم                              |       |
| المصمم(ون)                           | المصمم(ون)                           | الحواف مسكوكة                           | الحواف مسكوكة                           |       |
| الطرازات 1992                        | الطرازات 1992                        | القيمة الاسمية 1 دينار أردني            | القيمة الاسمية 1 دينار أردني            |       |
|                                      |                                      |                                         |                                         |       |

| \| الذكرى الخمسين للاستقلال \|                                                                       | \| الذكرى الخمسين للاستقلال \|                                                                       | \| الذكرى الخمسين للاستقلال \| | \| الذكرى الخمسين للاستقلال \| | \| الذكرى الخمسين للاستقلال \| |
| --- | --- | --- | --- | ------------------------------ |
| 1 دينار أردني معدني (1996)                                                                           | | | |                                |
| الوجه : الحسين بن طلال ملك المملكة الاردنية الهاشمية 1 دينار 1 DINAR THE HASHEMITE KINGDOM OF JORDAN | الوجه : الحسين بن طلال ملك المملكة الاردنية الهاشمية 1 دينار 1 DINAR THE HASHEMITE KINGDOM OF JORDAN | العكس : اليوبيل الذهبي لذكرى الاستقلال 1946 - 1996 أبدأ بحمد الله على نعمائه ... بما أيدنا... وذلك بإعلان بلادنا الأردنية دولة مستقلة استقلالاً تاماً نعتز بأن تظل الوفية لميثاق الوحدة القوميًة والمثل العربية GOLDEN JUBILEE OF INDEPENDENCE 1946-1996 | العكس : اليوبيل الذهبي لذكرى الاستقلال 1946 - 1996 أبدأ بحمد الله على نعمائه ... بما أيدنا... وذلك بإعلان بلادنا الأردنية دولة مستقلة استقلالاً تاماً نعتز بأن تظل الوفية لميثاق الوحدة القوميًة والمثل العربية GOLDEN JUBILEE OF INDEPENDENCE 1946-1996 |                                |
| الكتلة 31.1 غ                                                                                        | المعدن فضة 0.999                                                                                     | القطر 40 مم | السُمك 3 مم |                                |
| المصمم(ون)                                                                                           | المصمم(ون)                                                                                           | الحواف مسكوكة | الحواف مسكوكة |                                |
| الطرازات 1996                                                                                        | الطرازات 1996                                                                                        | القيمة الاسمية 1 دينار أردني | القيمة الاسمية 1 دينار أردني |                                |
| الذكرى الخمسين للاستقلال                                                                             | | | |                                |

### 2.5 دينار
| \| \|                                                                  | \| \|                                                                  | \| \|                                                | \| \|                                                | \| \| |
| ---------------------------------------------------------------------- | ---------------------------------------------------------------------- | ---------------------------------------------------- | ---------------------------------------------------- | ----- |
| 2½ دينار أردني معدني (1977)                                            |                                                                        |                                                      |                                                      |       |
| الوجه : THE HASHEMITE KINGDOM OF JORDAN 1977 - 1397 2½ دينار‏ ‏2½ DINARS | الوجه : THE HASHEMITE KINGDOM OF JORDAN 1977 - 1397 2½ دينار‏ ‏2½ DINARS | العكس : الحسين بن طلال ملك المملكة الأردنية الهاشمية | العكس : الحسين بن طلال ملك المملكة الأردنية الهاشمية |       |
| الكتلة 28.28 غ                                                         | المعدن فضة 0.925                                                       | القطر 38.61 مم                                       | السُمك 2.8 مم                                         |       |
| المصمم(ون)                                                             | المصمم(ون)                                                             | الحواف مسكوكة                                        | الحواف مسكوكة                                        |       |
| الطرازات 1977                                                          | الطرازات 1977                                                          | القيمة الاسمية 0.025 دينار أردني                     | القيمة الاسمية 0.025 دينار أردني                     |       |
|                                                                        |                                                                        |                                                      |                                                      |       |

### 3 دينار
| \| حماية البيئة \|                                                    | \| حماية البيئة \|                                                    | \| حماية البيئة \|                               | \| حماية البيئة \|                               | \| حماية البيئة \| |
| --------------------------------------------------------------------- | --------------------------------------------------------------------- | ------------------------------------------------ | ------------------------------------------------ | ------------------ |
| 3 دينار أردني معدني (1977)                                            |                                                                       |                                                  |                                                  |                    |
| الوجه : THE HASHEMITE KINGDOM OF JORDAN 1397 - 1977 3 دنانير ‏3 DINARS | الوجه : THE HASHEMITE KINGDOM OF JORDAN 1397 - 1977 3 دنانير ‏3 DINARS | العكس : المملكة الأردنية الهاشمية الحسين بن طلال | العكس : المملكة الأردنية الهاشمية الحسين بن طلال |                    |
| الكتلة 35 غ                                                           | المعدن فضة 0.925                                                      | القطر 42 مم                                      | السُمك                                            |                    |
| المصمم(ون)                                                            | المصمم(ون)                                                            | الحواف مسكوكة                                    | الحواف مسكوكة                                    |                    |
| الطرازات 1977                                                         | الطرازات 1977                                                         | القيمة الاسمية 3 دينار أردني                     | القيمة الاسمية 3 دينار أردني                     |                    |
| حماية البيئة                                                          |                                                                       |                                                  |                                                  |                    |

| \| السنة الدولية للطفل \|                                          | \| السنة الدولية للطفل \|                                          | \| السنة الدولية للطفل \|                        | \| السنة الدولية للطفل \|                        | \| السنة الدولية للطفل \| |
| ------------------------------------------------------------------ | ------------------------------------------------------------------ | ------------------------------------------------ | ------------------------------------------------ | ------------------------- |
| 3 دينار أردني معدني (1981)                                         |                                                                    |                                                  |                                                  |                           |
| الوجه : INTERNATIONAL YEAR OF THE CHILD 1401هـ - 1981 THREE DINARS | الوجه : INTERNATIONAL YEAR OF THE CHILD 1401هـ - 1981 THREE DINARS | العكس : المملكة الأردنية الهاشمية الحسين بن طلال | العكس : المملكة الأردنية الهاشمية الحسين بن طلال |                           |
| الكتلة 23.33 غ                                                     | المعدن فضة 0.925                                                   | القطر 38 مم                                      | السُمك 2.3 مم                                     |                           |
| المصمم(ون)                                                         | المصمم(ون)                                                         | الحواف مسكوكة                                    | الحواف مسكوكة                                    |                           |
| الطرازات 1981                                                      | الطرازات 1981                                                      | القيمة الاسمية 3 دينار أردني                     | القيمة الاسمية 3 دينار أردني                     |                           |
| السنة الدولية للطفل                                                |                                                                    |                                                  |                                                  |                           |

| \| السنة الدولية للطفل \|                                          | \| السنة الدولية للطفل \|                                          | \| السنة الدولية للطفل \|                        | \| السنة الدولية للطفل \|                        | \| السنة الدولية للطفل \| |
| ------------------------------------------------------------------ | ------------------------------------------------------------------ | ------------------------------------------------ | ------------------------------------------------ | ------------------------- |
| 3 دينار أردني معدني (1981)                                         |                                                                    |                                                  |                                                  |                           |
| الوجه : INTERNATIONAL YEAR OF THE CHILD 1401هـ - 1981 THREE DINARS | الوجه : INTERNATIONAL YEAR OF THE CHILD 1401هـ - 1981 THREE DINARS | العكس : المملكة الأردنية الهاشمية الحسين بن طلال | العكس : المملكة الأردنية الهاشمية الحسين بن طلال |                           |
| الكتلة 23.33 غ                                                     | المعدن فضة 0.925                                                   | القطر 38 مم                                      | السُمك 2.3 مم                                     |                           |
| المصمم(ون)                                                         | المصمم(ون)                                                         | الحواف مسكوكة                                    | الحواف مسكوكة                                    |                           |
| الطرازات 1981                                                      | الطرازات 1981                                                      | القيمة الاسمية 3 دينار أردني                     | القيمة الاسمية 3 دينار أردني                     |                           |
| السنة الدولية للطفل                                                |                                                                    |                                                  |                                                  |                           |

### 5 دينار
| \| \|                           | \| \|                           | \| \|                                                                                | \| \|                                                                                | \| \| |
| ------------------------------- | ------------------------------- | ------------------------------------------------------------------------------------ | ------------------------------------------------------------------------------------ | ----- |
| 5 دينار أردني معدني (1995)      |                                 |                                                                                      |                                                                                      |       |
| الوجه : FIVE DINARS 1945 - 1995 | الوجه : FIVE DINARS 1945 - 1995 | العكس : الحسين بن طلال ملك المملكة الأردنية الهاشمية THE HASHEMITE KINGDOM OF JORDAN | العكس : الحسين بن طلال ملك المملكة الأردنية الهاشمية THE HASHEMITE KINGDOM OF JORDAN |       |
| الكتلة 28.28 غ                  | المعدن فضة 0.925                | القطر 38.61 مم                                                                       | السُمك 3.3 مم                                                                         |       |
| المصمم(ون)                      | المصمم(ون)                      | الحواف مسكوكة                                                                        | الحواف مسكوكة                                                                        |       |
| الطرازات 1995                   | الطرازات 1995                   | القيمة الاسمية 5 دينار أردني                                                         | القيمة الاسمية 5 دينار أردني                                                         |       |
|                                 |                                 |                                                                                      |                                                                                      |       |

| \| \|                                                                                | \| \|                                                                                | \| \|                                                                   | \| \|                                                                   | \| \| |
| ------------------------------------------------------------------------------------ | ------------------------------------------------------------------------------------ | ----------------------------------------------------------------------- | ----------------------------------------------------------------------- | ----- |
| 5 دينار أردني معدني (1999)                                                           |                                                                                      |                                                                         |                                                                         |       |
| الوجه : FOR THE CHILDREN OF THE WORLD JORDAN خمسة دنانير - FIVE DINARS 1419هـ - 1999 | الوجه : FOR THE CHILDREN OF THE WORLD JORDAN خمسة دنانير - FIVE DINARS 1419هـ - 1999 | العكس : صاحب الجلالة الملك الحسين والملكة نور المملكة الأردنية الهاشمية | العكس : صاحب الجلالة الملك الحسين والملكة نور المملكة الأردنية الهاشمية |       |
| الكتلة 28.28 غ                                                                       | المعدن فضة 0.925                                                                     | القطر 38.61 مم                                                          | السُمك 3.3 مم                                                            |       |
| المصمم(ون)                                                                           | المصمم(ون)                                                                           | الحواف مسكوكة                                                           | الحواف مسكوكة                                                           |       |
| الطرازات 1999                                                                        | الطرازات 1999                                                                        | القيمة الاسمية 5 دينار أردني                                            | القيمة الاسمية 5 دينار أردني                                            |       |
|                                                                                      |                                                                                      |                                                                         |                                                                         |       |

### 10 دينار
| \| الذكرى 1400 للهجرة النبوية \|                                                                                     | \| الذكرى 1400 للهجرة النبوية \|                                                                                     | \| الذكرى 1400 للهجرة النبوية \|                                                     | \| الذكرى 1400 للهجرة النبوية \|                                                     | \| الذكرى 1400 للهجرة النبوية \| |
| --- | --- | ------------------------------------------------------------------------------------ | ------------------------------------------------------------------------------------ | -------------------------------- |
| 10 دينار أردني معدني (1980)                                                                                          | |                                                                                      |                                                                                      |                                  |
| الوجه : إذ أخرجه الذين كفروا ثاني اثنين إذ هما في الغار إذ يقول لصاحبه لا تحزن إن الله معنا 1400هـ 1980م عشرة دنانير | الوجه : إذ أخرجه الذين كفروا ثاني اثنين إذ هما في الغار إذ يقول لصاحبه لا تحزن إن الله معنا 1400هـ 1980م عشرة دنانير | العكس : الحسين بن طلال ملك المملكة الاردنية الهاشمية THE HASHEMITE KINGDOM OF JORDAN | العكس : الحسين بن طلال ملك المملكة الاردنية الهاشمية THE HASHEMITE KINGDOM OF JORDAN |                                  |
| الكتلة 30 غ | المعدن فضة 0.925 | القطر 40 مم                                                                          | السُمك                                                                                |                                  |
| المصمم(ون) | المصمم(ون) | الحواف مسكوكة                                                                        | الحواف مسكوكة                                                                        |                                  |
| الطرازات 1980 | الطرازات 1980 | القيمة الاسمية 10 دينار أردني                                                        | القيمة الاسمية 10 دينار أردني                                                        |                                  |
| الذكرى 1400 للهجرة النبوية                                                                                           | |                                                                                      |                                                                                      |                                  |

| \| العيد الخمسين لميلاد جلالة الملك الحسين \|                                        | \| العيد الخمسين لميلاد جلالة الملك الحسين \|                                        | \| العيد الخمسين لميلاد جلالة الملك الحسين \|                                        | \| العيد الخمسين لميلاد جلالة الملك الحسين \|                                        | \| العيد الخمسين لميلاد جلالة الملك الحسين \| |
| ------------------------------------------------------------------------------------ | ------------------------------------------------------------------------------------ | ------------------------------------------------------------------------------------ | ------------------------------------------------------------------------------------ | --------------------------------------------- |
| 10 دينار أردني معدني (1985)                                                          |                                                                                      |                                                                                      |                                                                                      |                                               |
| الوجه : العيد الخمسين لميلاد جلالة الملك الحسين 1985م - 1406هـ 10 دنانير - 10 DINARS | الوجه : العيد الخمسين لميلاد جلالة الملك الحسين 1985م - 1406هـ 10 دنانير - 10 DINARS | العكس : الحسين بن طلال ملك المملكة الاردنية الهاشمية THE HASHEMITE KINGDOM OF JORDAN | العكس : الحسين بن طلال ملك المملكة الاردنية الهاشمية THE HASHEMITE KINGDOM OF JORDAN |                                               |
| الكتلة 15.2 غ                                                                        | المعدن فضة 0.925                                                                     | القطر 29 مم                                                                          | السُمك                                                                                |                                               |
| المصمم(ون)                                                                           | المصمم(ون)                                                                           | الحواف مسكوكة                                                                        | الحواف مسكوكة                                                                        |                                               |
| الطرازات 1985                                                                        | الطرازات 1985                                                                        | القيمة الاسمية 10 دينار أردني                                                        | القيمة الاسمية 10 دينار أردني                                                        |                                               |
| العيد الخمسين لميلاد جلالة الملك الحسين                                              |                                                                                      |                                                                                      |                                                                                      |                                               |

| \| \|                                                                                                 | \| \|                                                                                                 | \| \| | \| \| | \| \| |
| --- | --- | --- | --- | ----- |
| 10 دنانير أردني معدني (1999)                                                                          | | | |       |
| الوجه : 1420 1999 ـ بمناسبة الجلوس على العرش عبد الله الثاني ابن الحسين ملك المملكة الأردنية الهاشمية | الوجه : 1420 1999 ـ بمناسبة الجلوس على العرش عبد الله الثاني ابن الحسين ملك المملكة الأردنية الهاشمية | العكس : 1420 H 1999 TEN DINARS THE ACCESSION TO THE THRONE OF KING ABDULLAH II THE HASHEMITE KINGDOM OF JORDAN عشرة دنانير | العكس : 1420 H 1999 TEN DINARS THE ACCESSION TO THE THRONE OF KING ABDULLAH II THE HASHEMITE KINGDOM OF JORDAN عشرة دنانير |       |
| الكتلة 31.1 غ                                                                                         | المعدن فضة 0.999                                                                                      | القطر 40 مم | السُمك 3 مم |       |
| المصمم(ون)                                                                                            | المصمم(ون)                                                                                            | الحواف مسكوكة | الحواف مسكوكة |       |
| الطرازات 1999                                                                                         | الطرازات 1999                                                                                         | القيمة الاسمية 10 دينار أردني                                                                                              | القيمة الاسمية 10 دينار أردني                                                                                              |       |
| | | | |       |

| \| \| | \| \| | \| \|                                                                                     | \| \|                                                                                     | \| \| |
| --- | --- | ----------------------------------------------------------------------------------------- | ----------------------------------------------------------------------------------------- | ----- |
| 10 دنانير أردني معدني (2000)                                                                                                  | |                                                                                           |                                                                                           |       |
| الوجه : 10 DINARS 10 دنانير 1420 2000 THE HASHEMITE KINGDOM OF JORDAN عبدالله الثاني ابن الحسين ملك المملكة الأردنية الهاشمية | الوجه : 10 DINARS 10 دنانير 1420 2000 THE HASHEMITE KINGDOM OF JORDAN عبدالله الثاني ابن الحسين ملك المملكة الأردنية الهاشمية | العكس : BETHANY BEYOND JORDAN JOHN 1.28 MILLENNIUM YEAR 2000 A.D. THE SITE OF THE BAPTISM | العكس : BETHANY BEYOND JORDAN JOHN 1.28 MILLENNIUM YEAR 2000 A.D. THE SITE OF THE BAPTISM |       |
| الكتلة 31.1 غ | المعدن فضة 0.999 | القطر 40 مم                                                                               | السُمك 2.35 مم                                                                             |       |
| المصمم(ون) | المصمم(ون) | الحواف مسكوكة                                                                             | الحواف مسكوكة                                                                             |       |
| الطرازات 2000 | الطرازات 2000 | القيمة الاسمية 10 دينار أردني                                                             | القيمة الاسمية 10 دينار أردني                                                             |       |
| | |                                                                                           |                                                                                           |       |

| \| \| | \| \| | \| \| | \| \| | \| \| |
| --- | --- | --- | --- | ----- |
| 10 دنانير أردني معدني (2006) | | | |       |
| الوجه : 10 DINARS 10 دنانير 1946 2006 العيد الستون لذكرى الاستقلال المملكة الأردنية الهاشمية أبدأ بحمد الله على نعمائه ... بما أيدنا... وذلك بإعلان بلادنا الأردنية ،دولة مستقلة استقلالاً تاماً نعتز بأن تظل الوفية لميثاق الوحدة القوميًة وللمثل العربية | الوجه : 10 DINARS 10 دنانير 1946 2006 العيد الستون لذكرى الاستقلال المملكة الأردنية الهاشمية أبدأ بحمد الله على نعمائه ... بما أيدنا... وذلك بإعلان بلادنا الأردنية ،دولة مستقلة استقلالاً تاماً نعتز بأن تظل الوفية لميثاق الوحدة القوميًة وللمثل العربية | العكس : 1946 2006 THE 60TH ANNIVERSARY OF INDEPENDENCE THE HASHEMITE KINGDOM OF JORDAN The National Assembly مجلس الأمة | العكس : 1946 2006 THE 60TH ANNIVERSARY OF INDEPENDENCE THE HASHEMITE KINGDOM OF JORDAN The National Assembly مجلس الأمة |       |
| الكتلة 120 غ | المعدن فضة 0.999 | القطر 60 مم | السُمك |       |
| المصمم(ون) | المصمم(ون) | الحواف مسكوكة | الحواف مسكوكة |       |
| الطرازات 2006 | الطرازات 2006 | القيمة الاسمية 10 دينار أردني                                                                                           | القيمة الاسمية 10 دينار أردني                                                                                           |       |
| | | | |       |

| \| \| | \| \| | \| \|                                                                           | \| \|                                                                           | \| \| |
| --- | --- | ------------------------------------------------------------------------------- | ------------------------------------------------------------------------------- | ----- |
| 10 دنانير أردني معدني (2009) | |                                                                                 |                                                                                 |       |
| الوجه : 10 DINARS 10 دنانير 1999 2009 THE 10TH ANNIVERSARY OF ACCESSION TO THE THRONE عبد الله الثاني ابن الحسين ملك المملكة الأردنية الهاشمية | الوجه : 10 DINARS 10 دنانير 1999 2009 THE 10TH ANNIVERSARY OF ACCESSION TO THE THRONE عبد الله الثاني ابن الحسين ملك المملكة الأردنية الهاشمية | العكس : 1999 2009 THE HASHEMITE KINGDOM OF JORDAN العيد العاشر للجلوس على العرش | العكس : 1999 2009 THE HASHEMITE KINGDOM OF JORDAN العيد العاشر للجلوس على العرش |       |
| الكتلة 31.1 غ | المعدن فضة 0.999 | القطر 40 مم                                                                     | السُمك 2.35 مم                                                                   |       |
| المصمم(ون) | المصمم(ون) | الحواف مسكوكة                                                                   | الحواف مسكوكة                                                                   |       |
| الطرازات 2009 | الطرازات 2009 | القيمة الاسمية 10 دينار أردني                                                   | القيمة الاسمية 10 دينار أردني                                                   |       |
| | |                                                                                 |                                                                                 |       |

| \| \| | \| \| | \| \| | \| \| | \| \| |
| --- | --- | --- | --- | ----- |
| 10 دنانير أردني معدني (2012)                                                                                            | | | |       |
| الوجه : TEN DINARS THE HASHEMITE KINGDOM OF JORDAN عبد الله الثاني ابن الحسين ملك المملكة الأردنية الهاشمية عشرة دنانير | الوجه : TEN DINARS THE HASHEMITE KINGDOM OF JORDAN عبد الله الثاني ابن الحسين ملك المملكة الأردنية الهاشمية عشرة دنانير | العكس : 1433 هـ 2012 م H.M. KING ABDULLAH II 50TH BIRTHDAY العيد الخمسون لميلاد جلالة الملك عبد الله الثاني ابن الحسين | العكس : 1433 هـ 2012 م H.M. KING ABDULLAH II 50TH BIRTHDAY العيد الخمسون لميلاد جلالة الملك عبد الله الثاني ابن الحسين |       |
| الكتلة 31.1 غ | المعدن فضة 0.999 | القطر 40 مم | السُمك 2.35 مم |       |
| المصمم(ون) | المصمم(ون) | الحواف مسكوكة | الحواف مسكوكة |       |
| الطرازات 2012 | الطرازات 2012 | القيمة الاسمية 10 دينار أردني                                                                                          | القيمة الاسمية 10 دينار أردني                                                                                          |       |
| | | | |       |

| \| \|                                                | \| \|                                                | \| \|                                                                             | \| \|                                                                             | \| \| |
| ---------------------------------------------------- | ---------------------------------------------------- | --------------------------------------------------------------------------------- | --------------------------------------------------------------------------------- | ----- |
| 10 دنانير أردني معدني (2014)                         |                                                      |                                                                                   |                                                                                   |       |
| الوجه : CENTRAL BANK OF JORDAN البنك المركزى الأردنى | الوجه : CENTRAL BANK OF JORDAN البنك المركزى الأردنى | العكس : 10 DINARS 1964 - 2014 1964-2014 FIFTIETH ANNIVERSARY خمسون عاما دنانير 10 | العكس : 10 DINARS 1964 - 2014 1964-2014 FIFTIETH ANNIVERSARY خمسون عاما دنانير 10 |       |
| الكتلة 31.1 غ                                        | المعدن فضة 0.999                                     | القطر 40 مم                                                                       | السُمك 2.35 مم                                                                     |       |
| المصمم(ون)                                           | المصمم(ون)                                           | الحواف مسكوكة                                                                     | الحواف مسكوكة                                                                     |       |
| الطرازات 2014                                        | الطرازات 2014                                        | القيمة الاسمية 10 دينار أردني                                                     | القيمة الاسمية 10 دينار أردني                                                     |       |
|                                                      |                                                      |                                                                                   |                                                                                   |       |

| \| \|                                                                           | \| \|                                                                           | \| \|                                              | \| \|                                              | \| \| |
| ------------------------------------------------------------------------------- | ------------------------------------------------------------------------------- | -------------------------------------------------- | -------------------------------------------------- | ----- |
| 10 دنانير أردني معدني (2016)                                                    |                                                                                 |                                                    |                                                    |       |
| الوجه : 10 DINARS 10 دنانير 1916 - 2016 مائة عام على قيام الثورة العربية الكبرى | الوجه : 10 DINARS 10 دنانير 1916 - 2016 مائة عام على قيام الثورة العربية الكبرى | العكس : 100th ANNIVERSARY OF THE GREAT ARAB REVOLT | العكس : 100th ANNIVERSARY OF THE GREAT ARAB REVOLT |       |
| الكتلة 31.1 غ                                                                   | المعدن فضة 0.999                                                                | القطر 40 مم                                        | السُمك 2.35 مم                                      |       |
| المصمم(ون)                                                                      | المصمم(ون)                                                                      | الحواف مسكوكة                                      | الحواف مسكوكة                                      |       |
| الطرازات 2016                                                                   | الطرازات 2016                                                                   | القيمة الاسمية 10 دينار أردني                      | القيمة الاسمية 10 دينار أردني                      |       |
|                                                                                 |                                                                                 |                                                    |                                                    |       |

| \| \|                                                   | \| \|                                                   | \| \|                                                         | \| \|                                                         | \| \| |
| ------------------------------------------------------- | ------------------------------------------------------- | ------------------------------------------------------------- | ------------------------------------------------------------- | ----- |
| 10 دنانير أردني معدني (2021)                            |                                                         |                                                               |                                                               |       |
| الوجه : 100 1921 2021 مئة عام على تأسيس الدولة الاردنية | الوجه : 100 1921 2021 مئة عام على تأسيس الدولة الاردنية | العكس : 10 DINARS 10 دنانير CENTENNIAL OF STATEHOOD أرض العزم | العكس : 10 DINARS 10 دنانير CENTENNIAL OF STATEHOOD أرض العزم |       |
| الكتلة 59 غ                                             | المعدن فضة 0.999                                        | القطر 50 مم                                                   | السُمك 4.5 مم                                                  |       |
| المصمم(ون)                                              | المصمم(ون)                                              | الحواف مسكوكة                                                 | الحواف مسكوكة                                                 |       |
| الطرازات 2021                                           | الطرازات 2021                                           | القيمة الاسمية 10 دينار أردني                                 | القيمة الاسمية 10 دينار أردني                                 |       |
|                                                         |                                                         |                                                               |                                                               |       |

### 20 دينار
| \| \| | \| \| | \| \|                                                                                           | \| \|                                                                                           | \| \| |
| --- | --- | ----------------------------------------------------------------------------------------------- | ----------------------------------------------------------------------------------------------- | ----- |
| 20 دينارا أردني معدني (2007) | |                                                                                                 |                                                                                                 |       |
| الوجه : 1428 2007 20 DINARS THE HASHEMITE KINGDOM OF JORDAN المملكة الأردنية الهاشمية ديناراً 20 صاحب الجلالة الملك عبد الله الثاني ابن الحسين والملكة رانيا | الوجه : 1428 2007 20 DINARS THE HASHEMITE KINGDOM OF JORDAN المملكة الأردنية الهاشمية ديناراً 20 صاحب الجلالة الملك عبد الله الثاني ابن الحسين والملكة رانيا | العكس : ONE OF THE NEW SEVEN WONDERS OF THE WORLD PETRA إحدى عجائب الدنيا السبع الجديدة البتراء | العكس : ONE OF THE NEW SEVEN WONDERS OF THE WORLD PETRA إحدى عجائب الدنيا السبع الجديدة البتراء |       |
| الكتلة 120 غ | المعدن فضة 0.999 | القطر 60 مم                                                                                     | السُمك                                                                                           |       |
| المصمم(ون) | المصمم(ون) | الحواف مسكوكة                                                                                   | الحواف مسكوكة                                                                                   |       |
| الطرازات 2007 | الطرازات 2007 | القيمة الاسمية 20 دينار أردني                                                                   | القيمة الاسمية 20 دينار أردني                                                                   |       |
| | |                                                                                                 |                                                                                                 |       |